# Saison 4 de The Killing (série télévisée, 2011)
Chronologie
Saison 3
Cet article présente la quatrième saison de la série télévisée américaine The Killing.

## Distribution de la saison

### Acteurs principaux
- Mireille Enos (VF : Anne Dolan) : Sarah Linden
- Joel Kinnaman (VF : Ludovic Baugin) : Stephen Holder
- Gregg Henry (VF : Patrick Laplace) : Carl Reddick[1]
- Joan Allen (VF : Véronique Augereau) : Margaret Rayne[2]
- Tyler Ross : Kyle Stansbury[3]
- Sterling Beaumon (VF : Gabriel Bismuth-Bienaimé) : Lincoln Knopf[3]
- Levi Meaden (VF : Nathanel Alimi) : AJ Fielding[3]

### Acteurs récurrents et invités
- Jewel Staite (VF : Laura Blanc) : Caroline Swift, petite-amie de Holder (tous sauf épisode 4)
- Liam James (VF : Thomas Sagols) : Jack Linden, fils de Sarah (épisodes 3 à 5)
- Marin Ireland : Liz Holder, sœur de Stephen (épisode 3)
- Annie Corley (VF : Odile Schmitt) : Regi Darnell (épisode 4)
- Frances Fisher (VF : Blanche Ravalec) : Gena Geddes[4] (épisodes 4 et 5)
- Amy Seimetz (VF : Christèle Billault) : Danette Leeds (épisodes 5 et 6)
- Billy Campbell (VF : Emmanuel Jacomy) : Darren Richmond (épisode 6)

## Diffusion
Tous les épisodes ont été mis en ligne le 1er août 2014 sur Netflix. Elle n'est plus accessible depuis une date indéterminée depuis la France.

## Liste des épisodes

### Épisode 1:Du sang dans l'eau
Jewel Staite (Caroline Swift)

### Épisode 2:Révélations
De retour à l'académie militaire St. George, Kyle est persécuté par un camarade, Lincoln Knopf. Au cours de leur enquête, Linden et Holder découvre que la sœur de Kyle, Phoebe, était une exhibitionniste et l'interroge. Kyle leur dit qu'il a dit a ses parents, mais en guise de représailles, Phoebe avait coupé les cordes de son piano. Connaissant la vie de famille dysfonctionnelle, Linden croit l'adolescent. La police a découvert les empreintes digitales de Katrina Nelson, qui avait agressé le père de Kyle, dans la maison. Lorsqu'ils essayent d(interroger Kyle à ce sujet, Linden et Holder sont interrompus par Rayne, menaçant Linden de porter plainte. Le soir, Katrina se rend à l'académie pour retrouver Kyle, qu'elle connaît bien, afin de lui dire que sa famille a eu ce qu'elle mérite. 

### Épisode 3:Un bon soldat
La santé mentale de Linden se dégrade, l'obligeant à suggérer à Holder de se rendre. Mais Holder lui dit de laisser passer, après lui avoir annoncé qu'il allait être père. Lorsque Knopf annonce à Rayne qu'il a vu Katrina discuter avec Kyle au dortoir, le colonel tente d'obtenir l'aide de Linden. Katrina est retrouvée et interrogée par Linden, qui admet avoir été dans la maison la nuit des meurtres. La policière interroge Kyle afin de lui faire retrouver la mémoire sur cette nuit-là. Il avoue détester son père, mais affirme ne pas être le coupable.

### Épisode 4:Comme dans un rêve
Linden et Holder interrogent Knopf, qui avoue avoir une arme à feu chez ses parents. Cependant, Holder se montre tellement désagréable envers la mère de Knopf qu'elle menace de déposer plainte. Linden demande à son partenaire s'il a replongé dans la drogue. À l'académie, Kyle doit supporter une forme d’initiation de Knopf et de son supérieur, A.J. Fielding. Venu chez chercher son fils Jack, en vacances, chez Regi, Linden, énervée, se dispute avec elle. Plus tard, Holder s'excuse auprès de sa collègue. Ils remettent en question l'alibi de Kyle après avoir appris qu'il avait cassé le poignet de sa mère. Kyle leur dit qu'elle voulait une faveur sexuelle avec lui.

### Épisode 6:Le Paradis
Holder dit à Caroline qu'il doit faire un choix entre lui et Linden. Caroline lui dit que son futur enfant est le plus important. Traqué, Kyle contacte Linden, qui le cache chez elle. Il dit que Fielding, Knopf et Rayne sont les meurtriers. Knopf suggère à Rayne d'abattre Kyle, mais cette dernière refuse et les menace, notamment en leur parlant de sa voiture volée le soir des meurtres. Arrivés à l'académie, la police découvre que Rayne a abattu Fielding et Knopf. Rayne avoue les crimes et Linden comprend que Kyle est son fils, qu'elle a abandonné. Linden veut arrêter Rayne pour tous les crimes, mais Holder veut arrêter Kyle pour les meurtres de sa famille. Linden pointe son arme sur Holder afin de l'en empêcher et pensant même qu'il a travaillé contre elle en la balançant, mais le laisse partir. Linden emmène Kyle chez lui, où il prend conscience qu'il a en effet lui-même tué ses parents et ses sœurs. Fielding et Knopf, présents sur les lieux ce soir-là, ont fui quand Kyle a commencé à tirer. Peu après, Kyle est arrêté. Au commissariat, Linden avoue avoir tué Skinner à Reddick et innocente Holder. Toutefois, le maire Richmond débarque et étouffe la confession de Linden, en lui disant que la mort de Skinner est jugé comme un suicide et qu'aucun tueur de flic ne ternira pas l'image d'un autre flic ou de Richmond. Libre, Linden décide de démissionner. 